# Niki Rüttimann
Niklaus «Niki» Rüttimann (* 18. August 1962 in Untereggen) ist ein ehemaliger Schweizer Radrennfahrer.

## Sportliche Laufbahn
Niki Rüttimann begann im Alter von 14 Jahren mit dem Radsport. 1979 wurde er Schweizer Junioren-Meister im Strassenrennen, 1980 sowie 1981 nationaler Vize-Meister der Bergmeisterschaft. 1982 gewann Rüttimann den Grand Prix Guillaume Tell, und im Jahr darauf erzielte er einen seiner grössten Erfolge, als er Vize-Weltmeister der Amateure im Strassenrennen wurde, hinter dem Deutschen Uwe Raab. Im selben Jahr gewann er auch die Ostschweizer Rundfahrt. Im Coors International Bicycle Classic gewann er 1983 eine Etappe.
1984 trat Niki Rüttimann, der als blendender Taktiker galt, zu den Profis über und fuhr zunächst drei Jahre lang für das Team La Vie Claire, dem u. a. Bernard Hinault und Greg LeMond angehörten. Im selben Jahr wurde er Erster der Clásica San Sebastián. 1985 gewann Rüttimann Paris–Bourges, 1986 die Route du Sud und den Étoile de Bessèges, 1989 Annemasse–Bellegarde et retour und wurde Zweiter der Schweizer Meisterschaft im Strassenrennen. 1990 belegte er bei der nationalen Meisterschaft im Querfeldein-Rennen Rang drei.
Niki Rüttimann startete auch bei den grossen Rundfahrten, allein siebenmal bei der Tour de France. 1984 wurde er Elfter in der Gesamtwertung und Dritter in der Wertung für das Weisse Trikot, 1985 wurde er 13., 1986 Siebter und gewann zudem eine Etappe. Bei der Tour de Suisse 1985 wurde er Zweiter der Gesamtwertung, 1988 Zehnter. 1986 belegte er Platz neun in der Gesamtwertung des Giro d’Italia.
Seit seinem Rückzug aus dem Radsport im Jahre 1990 bewirtschaftet Niki Rüttimann den Familien-Bauernhof in Untereggen. Sein Sohn Eric ist sportlich als Langstreckenläufer erfolgreich.

## Erfolge
1979
- Schweizer Junioren-Meister – Strassenrennen

1982
- Gesamtwertung und zwei Etappen Grand Prix Guillaume Tell

1983
- Amateur-Weltmeisterschaft – Strassenrennen
- Red Zinger Race

1984
- Clásica San Sebastián

1985
- Paris–Bourges
- eine Etappe Tour de France
- eine Etappe (MZF) Tour de l’Avenir

1986
- Route du Sud
- Étoile de Bessèges

1987
- eine Etappe Tour de Romandie
- eine Etappe Critérium du Dauphiné

1988
- zwei Etappen Critérium du Dauphiné

## Grand Tours
| Grand Tour            | 1984 | 1985 | 1986 | 1987 | 1988 | 1989 | 1990 |
| --------------------- | ---- | ---- | ---- | ---- | ---- | ---- | ---- |
| Vuelta a EspañaVuelta | –    | –    | –    | –    | –    | –    | –    |
| Giro d’ItaliaGiro     | –    | –    | 9    | –    | –    | –    | –    |
| Tour de FranceTour    | 11   | 13   | 7    | DNF  | 43   | DNF  | DNF  |